# Bon (programvarukonstruktion)
Business Object Notation (BON) är en metod, eller en uppsättning koncept, för modellering av objekt-orienterad mjukvara. Metoden stöder två versioner av notation, en grafisk och en textuell, samt en uppsättning av regler och riktlinjer för användning vid framtagandet av modellerna.
BON fokuserar på de fundamentala elementen i analys och design, och metoden är avsedd att integreras med, och anpassad till, alla de olika utvecklingsramverk och standarder som tillämpas i olika organisationer.

## Historia
Arbetet med att ta fram BON påbörjades 1989 av Jean-Marc Nerson, vid tillfället chefsutvecklare på ISE Eiffel 2.2 utvecklingsmiljön, och han presenterade sina tidiga idéer vid en TOOLS-konferens i Paris 1990. Idéerna fångades upp av Kim Walden, då vid Enea Data AB i Sverige, som började hålla kurser i BON. Det här var början på ett samarbete som till slut ledde till det gemensamma framtagandet av notationen och metoden.